# Jewell Reef
Jewell Reef är ett rev på Stora barriärrevet i Australien.   Det ligger i delstaten Queensland.